# 人吉インターチェンジ
人吉インターチェンジ（ひとよしインターチェンジ）は、熊本県球磨郡山江村と人吉市にまたがる九州自動車道のインターチェンジである。
人吉市の北側に位置しており、人吉市内の他、多良木町など球磨郡一帯の玄関口となっている。また、高速道路の通過のない鹿児島県伊佐市などへの移動にも使用されている。
隣接するインターチェンジである八代ICとの距離は38.5キロメートルであり、日本で最も長いインターチェンジ間の距離となっている。当ICを含む八代JCTからえびのICの区間は、肥後トンネル、加久藤トンネルという長大トンネルに挟まれていることから危険物積載車両の通行は禁止されており、当ICから危険物積載車両の進入はできない。当該車両は国道219号・国道221号などを経由することになる。
なお、八代IC～当IC間が開通した当初、本ICの本線上に本線料金所（人吉本線料金所）、本ICの南4.2kmの地点に仮の出入口（人吉仮出入口）が存在した。本稿では人吉本線料金所についても説明する。

## 道路
- E3 九州自動車道（19番）

## 接続する道路
- 熊本県道54号人吉インター線

## 料金所
- ブース数：5

### 入口
- ブース数：2
  - ETC専用：1
  - ETC/一般：1

### 出口
- ブース数：3
  - ETC専用：1
  - 一般：2（精算機1 窓口1）

## 周辺情報
- 佐川急便人吉営業所
- 人吉温泉
- 球泉洞
- 球磨川

## 歴史
- 1989年12月7日：八代IC-人吉IC（人吉仮出入口）間開通。
- 1995年7月27日：人吉IC（人吉仮出入口）-えびのIC間開通。これにより、九州道は全線開通し、人吉本線料金所、人吉仮出入口は廃止された。

### 本線料金所
1989年に八代IC-人吉仮出入口間が開通した際に、人吉仮出入口を利用する車両のために人吉ICの本線上（252.1KP）に本線料金所（人吉本線料金所）が設置された。1995年の人吉仮出入口-えびのIC間の開通に伴い人吉仮出入口は廃止され、人吉IC以南の九州自動車道、宮崎自動車道を利用する車両は各IC又は鹿児島本線料金所で料金収受および通行券の発券を行うこととされたため、人吉本線料金所は廃止された。

## 人吉インターチェンジバス停
人吉インターチェンジバス停は県道との交差点付近に設置されており、福岡、熊本、宮崎、鹿児島及び新八代駅方面に、1日120本以上が発着し、鉄路である肥薩線人吉駅とともに、人吉・球磨地域のターミナルとしての役割を果たしている。待合室は、当バス停開設当初は他の高速バス停と同等の簡素な建物であったが、前述の通り人吉・球磨地区を代表するバスターミナルという性格を持つ事により停車するバスの本数も多く利用者も多い事から、バリアフリー化や建物の拡張さらには高速バス停としては珍しくトイレも設置されているなど、大幅なリニューアル工事が施されている。

### 停車するバス路線
| 路線愛称       | 運行会社                                    | 方面 |
| -------------- | ------------------------------------------- | --- |
| フェニックス号 | 九州産交バス 西日本鉄道 宮崎交通 JR九州バス | 宮崎行き：えびのIC → 小林IC → 都城北 → 宮崎（宮交シティ・宮崎駅） 福岡行き：八代IC → 高速基山 → 福岡（呉服町・博多BT・天神高速BT）                            |
| B&Sみやざき    | 産交バス 宮崎交通 JR九州バス                | 新八代駅前 ※宮崎行きは降車のみ |
| なんぷう号     | 九州産交バス 宮崎交通                       | 宮崎行き：えびのIC → 小林IC → 都城北 → 宮崎（宮交シティ・宮崎駅） 熊本行き：益城 → 熊本（熊本県庁前・桜町BT・熊本駅前・西部車庫）                             |
| きりしま号     | 九州産交バス 鹿児島交通 南国交通            | 鹿児島行き：鹿児島空港 → 帖佐 → 鹿児島（下伊敷・鹿児島中央駅前・天文館・鹿児島本港） 熊本行き：八代IC → 益城 → 熊本（熊本県庁前・桜町BT・熊本駅前・西部車庫） |

### のりかえ
インター外の「人吉インター乗降口」には以下の一般路線が停車。
- 人吉周遊バス（愛称「じゅぐりっと号」） 九日町・総合病院経由 人吉駅前行き

## 隣
E3 九州自動車道
(18-1)八代JCT - 坂本PA - 鮎帰BS - 小鶴BS - 山江SA - (19)人吉IC/TB（廃止） - (19-1)人吉球磨スマートIC - 人吉仮出入口（廃止） - えびのPA - (20)えびのIC
高速バス（各停｢なんぷう｣）
山江SA - (19)人吉IC - 人吉南BS